# Cistus corbariensis
Cistus corbariensis là một loài thực vật có hoa trong họ Nham mân khôi. Loài này được Pourr. mô tả khoa học đầu tiên năm 1788.